# 比加拉什峰
比加拉什峰（法語：Pic de Bugarach，[pik də byɡaʁaʃ] 或 ，[pɛʃ-]），也作布加拉什山，位于法国西南部奥德省境内，得名于村庄比加拉什，海拔1230米，是科比耶尔山脉的最高峰。
有部分相信2012年玛雅世界末日预言的信徒认为，世界在2012年12月21日这一天结束时，比加拉什峰将是世界上少数几处能够让人类逃避末日灾难的“圣山”之一。出于公共安全考虑，法国警方于2012年11月中旬决定禁止末日信徒、记者以及游客爬这座“圣山”。